# Rezitativ (Erzählung)
Die Erzählung Rezitativ (Originaltitel: Recitatif) ist die einzige Kurzgeschichte der amerikanischen Schriftstellerin und Nobelpreisträgerin Toni Morrison, zuerst veröffentlicht 1983 in „Confirmation: An Anthology of African American Women.“ Morrison spielt in der Erzählung mit der Erwartungshaltung der Lesenden, um eigene Vorurteile zum Thema Rasse als soziales Konstrukt zu spiegeln.

## Aufbau
Die Kurzgeschichte wird in 5 Akten erzählt. Die Unterteilung in 5 Akte gleicht dem Aufbau eines klassischen Dramas.
Eine weitere Verbindung zum klassischen Drama – und damit dem Theater – ist der Titel der Kurzgeschichte selbst. Ein Rezitativ im ursprünglichen Sinne beschreibt ein Element einer Oper. Es wird charakterisiert durch die Figuren einer einzelne Stimme, oft wiederholt im Rahmen des gesamten Stücks. In diesem Sinne kann der Aufbau der gesamten Erzählung als Twylas Rezitativ verstanden werden. In den 5 Akten wird immer wieder die Geschichte eines traumatisierenden Vorfalls im St. Bonny's Waisenhaus erzählt. In jedem der Akte wird die Geschichte anders wiedergegeben: unterschiedliche Details kommen ans Licht und verzerren die Wahrheit über den Vorfall. Die einzelnen Erzählversionen dieses Vorfalls können auch als einzelne Rezitative verstanden werden.

## Erzählperspektive
Die Geschichte wird ausschließlich aus der Perspektive der Protagonistin Twyla erzählt (Ich-Erzähler). Üblicherweise dient diese Erzählperspektive einer starken Identifikation und Nachvollziehbarkeit. Bereits durch die Wahl der Erzählperspektive fordert Morrison Lesende heraus, da die Hautfarbe der Protagonistin als Teil der eigenen Identität bewusst unklar bleibt. Die Erzählweise ist chronologisch und stets stark subjektiv. Dies wird insbesondere dadurch deutlich, dass durch die Erzählweise verschiedene Versionen einer Wahrheit abgebildet werden.

## Zusammenfassung
Zentral für die Handlung ist die Beziehung zwischen den Protagonistinnen Twyla und Roberta. Jeder der 5 Akte beschreibt einen Lebensabschnitt oder ein Aufeinandertreffen der beiden. Ihre Beziehung verändert sich im Laufe der Jahre, kann aber größtenteils als eine Freundschaft beschrieben werden.

### Akt 1
Twyla und Roberta lernen sich im St. Bonny's Waisenhaus kennen (St. Bonaventure). Es sind unter anderem die Vorurteile gegenüber der anderen Rasse, die Twyla von ihrer Mutter übernommen hat, die dazu führen, dass sie sich nicht auf Anhieb gut verstehen. Beide gelten als Außenseiterinnen im Waisenhaus, weil ihre Eltern – im Gegensatz zu denen der anderen Waisenkinder – nicht gestorben sind: Twyla erklärt, dass ihre Mutter tanze und Robertas Mutter krank sei. In ihrer Rolle als Außenseiterinnen wachsen sie zusammen und eine Freundschaft entsteht. Twyla mag das Leben im Waisenhaus trotz der Mädchen aus dem zweiten Stock mit denen sie und Roberta immer wieder aneinandergeraten. Die Geschichte vom Vorfall um Maggie wird zum ersten Mal geschildert: Maggie, eine alte und stumme Angestellte in St. Bonny, stürzt im Obstgarten des Waisenhauses. Die anderen Mädchen lachen sie aus, Twyla überlegt erst zu helfen aber sie und Roberta entscheiden sich dann doch, Maggie zu beleidigen.
Eine weitere Episode im ersten Akt lässt Rückschlüsse auf die Identitäten der Mütter von Twyla und Roberta schließen, jedoch nicht über deren Rasse. Mary ist auffällig gekleidet und riecht stark nach Kosmetik. Robertas Mutter wird als stark gläubige Frau beschrieben, eine Bibel in der Hand und ein großes Kreuz auf ihrem Oberteil. Als die beiden sich treffen und Mary ihr die Hand reicht, zieht Robertas Mutter ihre Hand zurück. Es liegt im Interpretationsspielraum der Lesenden, warum sie ihre Hand weggezogen hat. Eine naheliegende Vermutung ist, dass Mary eine Prostituierte ist – diese Theorie erklärt sowohl die Abneigung von Robertas Mutter als auch die Umschreibung, dass Mary keine Zeit für ihre Tochter hat, weil sie tanzen gehe.

### Akt 2
Ein paar Jahre später arbeitet Twyla in einem heruntergekommenen Howard Johnson's Restaurant. Roberta ist als Gast dort, begleitet von zwei Männern mit denen sie sich auf dem Weg zu einem Jimi Hendrix Konzert befindet. Robertas Aussehen wird als freizügig beschrieben, ihr Auftreten gegenüber Twyla ist überheblich. Das Aufeinandertreffen wird nur kurz beschrieben, es kommt kein längeres Gespräch zustande.

### Akt 3
Der dritte Akt beginnt mit der Beschreibung von Twylas Eheleben mit James. Sie lebt mittelständisch und wirkt in ihrer Erzählung davon zufrieden, sie haben einen gemeinsamen Sohn. Bei einem Einkauf trifft Twyla Roberta wieder. Roberta hat sich optisch erneut stark verändert, sie trägt Diamantschmuck und ein weißes Kleid. In Twylas Beschreibung wirkt sie vor allem wohlhabend. Im Gegensatz zu Ihrem Treffen im zweiten Akt der Erzählung verstehen sie sich hervorragend. Sie unterhalten sich und kommen wieder auf den Vorfall in St. Bonny's zu sprechen. Twyla ist weiterhin überzeugt davon, dass alles so geschehen ist wie im ersten Akt beschrieben. Roberta klärt sie auf: Maggie wurde von den anderen Mädchen auf den Boden gestoßen und ihre Kleidung wurde von ihnen zerrissen. Der Vorfall führte zur Entlassung von Mrs. Itkin und dazu, dass Roberta aus dem Waisenhaus floh. Twyla hatte bis dahin gedacht, dass ihre Freundin das Waisenhaus auf normalem Wege verlassen hatte. Sie kommen außerdem auf das Treffen im zweiten Akt zu sprechen und Roberta bekommt die Gelegenheit sich für ihr Verhalten aus dem zweiten Akt zu entschuldigen.

### Akt 4
Twyla erklärt die Situation um den Rassenkonflikt im Rahmen des Desegregation Busing in Amerika. Mit diesem Konzept wurde versucht, Schulen zu diversifizieren, indem Lernende aus ihrem eigenen Viertel in andere Viertel zum Schulbesuch gefahren wurden. Vor einer Schule sieht Twyla Roberta protestieren: ihr Sohn soll in eine andere Schule versetzt werden. Die anderen Protestierenden drohen Twyla anzugreifen und Roberta kommt ihr nicht zur Hilfe. Roberta beschuldigt Twyla, ihre Augen vor der Wahrheit und dem Konflikt zu verschließen. Um ihren Standpunkt zu verdeutlichen, bringt sie erneut neue Details zum Vorfall im ersten Akt auf. Roberta sagt, dass Maggie schwarz gewesen wäre und dass Twyla und Roberta sie getreten hätten, nachdem sie auf den Boden gestoßen wurde. Sie gehen im Streit auseinander, am nächsten Tag tritt Twyla einer Gegendemonstration bei. Die Demonstrationen finden regelmäßig in Sichtweite voneinander statt. Twyla demonstriert nur, damit Roberta sie bemerkt. Sie fertigt Schilder an, die sich auf Robertas Schilder beziehen und die allein keinen Sinn ergeben. Bis zu diesen Ereignissen hat Twyla als Charakter für Lesende einen größtenteils psychisch stabilen Eindruck gemacht, doch hier ändert sich der Eindruck. Dazu führen die Fragwürdigkeit des Sinns ihrer Handlungen im Kontext der Proteste sowie die nicht vorhandene Fähigkeit, sich an Details zum Vorfall im ersten Akt erinnern zu können. Twyla reflektiert über die Wahrheit des Vorfalls: sie ist sich sicher, dass sie und Roberta keine physische Gewalt an Maggie ausgeübt haben und fügt an, dass Maggie taubstumm war. Dadurch rechtfertigt sie ihre Beleidigungen. In diesem Teil der Handlung erscheint Twylas Charakter hoch traumatisiert. Sie verwendet Strategien der Verdrängung und Rechtfertigungen, um mit ihren Erinnerungen und ihrer Schuld zurechtzukommen. Es bleibt offen, ob und inwiefern Twyla schuldig ist.

### Akt 5
Im letzten Aufeinandertreffen treffen Twyla und Roberta sich zufällig in einem Café in der Vorweihnachtszeit. Roberta kommt sofort auf den Vorfall in St. Bonny's zu sprechen. Sie erklärt Twyla, dass sie sich geschworen hat, reinen Tisch zu machen wenn sie sich wiedersehen würden: Sie erklärt, dass sie beide keine physische Gewalt an Maggie ausgeübt haben, aber dass sie zutreten wollte. Sie reden kurz über ihre Mütter. Twylas Mutter hat nie aufgehört zu tanzen, Robertas Mutter wurde nie gesund. Hier erst wird auch Robertas Trauma deutlich, denn auch sie scheint vieles verdrängt zu haben. Die Erzählung endet mit ihrer Aussage und Frage: „Oh shit, Twyla. Shit, shit, shit. What the hell happened to Maggie?“

## Charaktere
Twyla: Protagonistin und Erzählerin der Kurzgeschichte

Roberta: Freundin von Twyla, sie hat eine andere Hautfarbe als sie

Maggie: eine Angestellte in St. Bonny, Opfer des Vorfalls über den wiederholt anders erzählt wird

The Big Bozo (Mrs. Itkin): Leiterin des Waisenhauses St. Bonny

Mary: Robertas Mutter

Put-out Girls / Gar Girls: Andere Waisenkinder in St. Bonny's, sie behandeln Twyla und Roberta schlecht

James: Twylas Ehemann im späteren Verlauf der Handlung

Joseph: Twylas und James’ gemeinsamer Sohn

## Hierarchie
Neben der Frage um die Identität der Protagonistinnen (nächstes Kapitel) ist das Rezitativ der Geschichte, also der Vorfall um Maggie, ein zentrales Element. Es handelt sich hierbei nicht nur um eine Frage um Wahrheit – also dem tatsächlichen Geschehen im Rahmen der Handlung – vielmehr geht es bei diesem Vorfall um Rassenkonflikte, Diskriminierung und Rassismus. Diese Ungerechtigkeiten beschränken sich folglich nicht nur auf einen Konflikt zwischen verschiedenen Ethnien: Die Kurzgeschichte beschäftigt sich also auch mit Benachteiligung durch Behinderung.
Es ist elementar zu verstehen, dass Morrison eine deutliche Hierarchie im St. Bonny's beschreibt: Mrs. Itkin ist die autoritäre Höchstgestellte in diesem System. Sie leitet das Waisenhaus, ihr Wort gilt als Gesetz. Die anderen Kinder im Waisenhaus (put-out girls) stehen hierarchisch über Twyla und Roberta. Sie bilden eine Einheit, das Ausgrenzen der beiden wird dadurch begründet, dass Twyla und Robertas Eltern nicht tot sind. Am untersten Ende der Hierarchie steht die im Waisenhaus angestellte Maggie. Es ist sehr wichtig, diese Rangordnung zu verstehen damit deutlich wird, dass alle lediglich nach unten treten: Maggie als schwächstes und letztes Glied der Kette wird so zum punching ball für das gesamte Waisenhaus, auch für Twyla und Roberta.
Morrison hält Lesenden mit dem Charakter Maggie einen weiteren Spiegel vor. Die meisten Kritiken und Rezensionen zur Kurzgeschichte konzentrieren sich auf die Identitäten von Twyla und Roberta. Maggie wird damit gleich auf drei Ebenen stumm gestellt:
1. Möglicherweise ist der Charakter tatsächlich stumm. Die Handlung lässt hier mehrere Interpretationen zu, Twyla und Roberta sind sich nicht sicher.
2. Die Charaktere hören Maggie nicht zu. Sie kommt nicht zu Wort / ihr Wort hat kein Gewicht, sie wird dementsprechend als stumm wahrgenommen.
3. Das Schweigen der Rezensionen und Kritiken zum Charakter Maggie stellt sie stumm.

Viele Rezensionen erwähnen lediglich die Art und Weise in der Twyla und Roberta über den Vorfall sprechen. Die Rezensionen versuchen eine Wahrheit zu extrahieren, vernachlässigen jedoch, dass eben jene Art über das schwächste Glied in der Hierarchie zu sprechen dieses schwächste Glied selbst nicht zu Wort kommen lässt.
Shanna Greene Benjamin sieht in den unterschiedlichen Darstellungen des Übergriffs einen Bezug zum Umgang mit der amerikanischen Vergangenheit: „As an allegory for black / white relations, their conflicting versions of the Maggie incident represent the residual, racialized perspectives precipitating from America’s slave past.“ In anderen Worten: Mit derselben Art und Weise in der die Wahrheit über Amerikas dunkle Vergangenheit verschleiert wurde und wird, wird die Geschichte von Maggie verschleiert.
Damit liegt nahe, dass die Charaktere Twyla und Roberta eine ähnliche Strategie verfolgen, um mit dem traumatischen Vorfall umgehen zu können.

## Identität
Morrison selbst beschreibt ihr Werk als „an experiment in the removal of all racial codes from a narrative about two characters of different races for whom racial identity is crucial.“.
Die Erzählung spielt mit verschiedenen Merkmalen, die von Lesenden o ft unterbewusst den Kategorien „typisch weiß“ oder „typisch schwarz“ zugeordnet werden. Beispielsweise ist Roberta im zweiten Akt der Erzählung auf dem Weg um Jimi Hendrix zu treffen. Die afro-amerikanische Herkunft des Künstlers lässt auf eine überwiegend afro-amerikanische Fangemeinde schließen. Außerdem wird ihre Frisur als „so big and wild I [Twyla] could hardly see her face“ beschrieben: einer Beschreibung die einen afro-amerikanischen Hintergrund vermuten lässt. Im vierten Akt bekommen Lesende schnell den Eindruck, dass Roberta weiß sein könne: Gründe dafür sind zum einen der Wohlstand, der in der Mitte des 20. Jahrhunderts eher Weißen in Amerika vorbehalten war. Zum anderen kauft sie Spargel und „fancy water“: Einige Lesende würden diesen Einkauf eher weißen Menschen zuordnen.
Das Hin und Her zwischen „typisch weißen“ oder „typisch schwarzen“ Attributen zieht sich durch die Handlung wie ein roter Faden und führt dazu, dass Lesende ständig umdenken und sich selbst dabei ertappen, in Rassen-Klischees zu denken. In einer Kurzrezension beschreibt Lucy Gasser (Universität Potsdam) dieses Spiel wie folgt: „Morrisons erzählerischer Kniff besteht darin, dass sie ihren Leser*innen von Anfang an zu verstehen gibt, dass die beiden Mädchen [Twyla und Roberta] sich bewusst sind, in Bezug auf Race unterschiedlich positioniert zu sein, ihre jeweilige Zugehörigkeit aber nie geklärt wird. Es ist die kunstvolle Verweigerung dieser Klarheit, die Morrisons scharfsinnigen sozialen Kommentar in dieser Kurzgeschichte hervorbringt.“

## Rezensionen
Viele Rezensionen beschäftigen sich mit der Identitätszuschreibung, versuchen eigene Lösungsansätze zu präsentieren und beschreiben Erfahrungen und Gedanken zu eigenen Vorurteilen / zu Schubladen-Denken beim Lesen. Die gesamte Erzählung kann als ein Experiment an Lesenden verstanden werden. Es wird in allen Rezensionen deutlich, dass das Schwarz-Weiß-Denken der Lesenden ein soziales Konstrukt ist und diese Art zu denken schwer zu beenden. Bei manchen Lesenden erübrigt sich die Thematik auch im Laufe der Geschichte.
Zadie Smith beschreibt diese Frage als „puzzle“ und beschäftigt sich in ihrer Rezension „The Genius of Toni Morrison’s Only Short Story“ ausführlich mit den verschiedenen Indikatoren für eine weiße und/oder eine schwarze Identität der Protagonistinnen: „I found it impossible not to hunger to know who the other was, Twyla or Roberta. Oh, I urgently wanted to have it straightened out.“ Sie beschreibt, wie sie sich beim Lesen auf eine Seite schlagen will und wie Morrisons Text sie gleichzeitig davon abhält.
Honorée Fanonne Jeffers thematisiert den Themenkomplex Identität in ihrem Essay zu Morrisons Erzählung. Auch sie kommt zu dem Schluss, dass die Frage nicht eindeutig beantwortet werden kann. Sie verwendet eine Analogie zu einem Hütchenspiel (shell game): Spielende können das richtige Ergebnis nur erraten, nie sicher wissen. Die Analogie ermöglicht in ihrer Interpretation auch, dass es keine richtige Lösung gibt: „You never can find the prize“. Sie hebt besonders hervor, dass Morrison schwarze Kultur nicht einfach alleinstehend darstellt. Sie lobt das Implementieren von Politik, der amerikanisches Geschichte, „white supremacy“, ökonomischen Faktoren, Geschlecht und intergenerationalem Trauma.
Eine sehr persönliche Erfahrung beschreibt Allison Stuenkel in ihrer Rezension: „It was not until I discussed this short story with my classmates that I realized that the race of these two characters was never mentioned. At this point, I felt an intense sense of shame and embarrassment.“ Toni Morrison versucht mit „Rezitativ“ Lesenden diesen Spiegel vorzuhalten und erreicht dieses Vorhaben den Rezensionen nach mit großem Erfolg. Morrison gelingt mit ihrer Erzählung, dass Lesende ihr eigenes Denken hinterfragen.